# Langluffet grindehval
Langluffet grindehval (Globicephala melas) er en hvalart, der tilhører delfinfamilien (Delphinidae). Arten findes i kolde tempererede og subpolare havområder på både den nordlige og den sydlige halvkugle. I tropiske og subtropiske havområder findes den nærtbeslægtede kortluffede grindehval. Dyrene færdes i større eller mindre flokke, hvor de kan svømme synkront side om side og således danne en kæde på op til flere kilometers bredde. Nogle bestande af grindehvaler foretager årlige vandringer til og fra kysten betinget af forekomsten af blæksprutter, mens andre lever permanent kystfjernt.

## Navnets oprindelse
Navnet grindehval kommer fra oldnordisk grind, som betyder tremmelåge. På færøsk opkaldte man hvalen efter flokkens lighed med en række tremmer. Det fællesskandinaviske (og tyske, hollandske) navn kommer fra Færøerne, hvor grindehvalen hedder grindahvalur og en grindeflok kun grind.

## Beskrivelse
Det er en mellemstor tandhval, der kan veje op til 3.800 kg. Hannen er op til 8,5 meter lang (i gennemsnit 6 m), mens hunnen er op til 6 meter lang (i gennemsnit 4,8 m) og vejer op til 1800 kg. Kroppen er næsten cylindrisk og hovedet er kugleformet. Panden med den store melon kan rage ud over det meget korte næb. De lange, spidse luffer udgør 18-27 % af kropslængden. Rygfinnen er bred ved roden og sidder langt foran midten. Ryg og sider er sorte, men kan have en grålig tegning bagved rygfinnen. På bugen findes en ankerformet, lys aftegning. Som hos andre tandhvaler findes kun et enkelt blåsthul, som den ånder igennem, når den kommer op til overfladen.

## Udbredelse
Langluffet grindehval forekommer i to adskilte områder, i Atlanterhavet på den nordlige halvkugle og cirkumpolart på den sydlige halvkugle. Foruden i det åbne hav findes den i det vestlige Middelhav og i Saint Lawrence-bugten samt regelmæssigt i store flokke kystnært omkring Orkney, Shetlandsøerne og Færøerne, hvor de opsøger stimer af små blækspruttearter.

## Levevis
Grindehvalen indtager dagligt omkring 50 kg føde, som kan være forskellige arter af blæksprutter, stimefisk og krebsdyr. Den søger mest sin næring om natten, hvor den i op til 10 min kan dykke ned til 600 meters dybde. Grindehvalen angribes i sjældne tilfælde af spækhuggeren, der i flok kan jagte en enkelt grindehval. Dens flokinstinkt er højtudviklet og de følger et førerdyr, mest en dominerende han.[kilde mangler]
Grindehvaler udsender korte kliklyde på 0,1-100 kHz, der bruges til ekkoorientering. Nogle af lydene er ultralyde, det vil sige lyde over 20 kHz, de kommunikerer med indbyrdes, ved hjælp forskellige fløjtelyde på 3-4 kHz, der udstødes 14-40 gange pr minut.

## Forplantning og udvikling
Hunhvalen er kønsmoden fra 6 års alderen og hannen på ca. den dobbelte tid.  Parringen kan ske hele året, men oftest sidst på foråret eller først på sommeren, både på den nordlige og sydlige halvhugle. Flokkens hanner parrer sig kun med andre flokkes hunner. Drægtighedsperioden varer ca. 16 mdr. Ungens længde varierer fra ca. 1,60 til 1,90 m, og vægten er 75-100 kg. Efter 2 måneder får ungen sine første tænder og har efter et år fået alle tænder. Antallet af tænder varierer mellem 32 og 48. Ungen dier hos moderen i de to første år og holder sig til hende i yderligere to år, hvorefter moderen parrer sig igen.
Hunner lever længere end hanner. Den ældst kendte hun blev 59 år og den ældste han 46 år.

## Grindehvalen og mennesket
Se også Grindefangst.
Bestanden i det centrale og nordøstlige Atlanterhav vurderes til at være over 750.000 dyr. Hvalfangsten ved Færøerne og Grønland regnes for at være bæredygtig, omend fangstmetoderne - især på Færøerne - er kritiseret af dyrevelfærdsaktivister. For den færøske fangst findes en komplet statistik siden 1709 og har i gennemsnit været 850 grindehvaler om året. Grindehvalen er ligesom de andre hvalarter truet af havenes forurening. Kviksølv, bly oplagres i muskulatur, lever og nyrer. Miljøgifte som PCB og DDT sætter sig i spæklaget.